# Isla Cocinas
Isla Cocinas är en ö i Mexiko. Den ligger i bukten Bahía Chamela och tillhör kommunen La Huerta i delstaten Jalisco, i den västra delen av landet. Arean är 0,36 kvadratkilometer.